# Carrer de Sant Pau
|  | Per a altres significats, vegeu «Carrer Sant Pau (desambiguació)». |

El carrer de Sant Pau o de Sant Pau del Camp és un dels carrers principals del Raval de Barcelona. Comença a la Rambla, a l'alçada del Pla de la Boqueria, i acaba a la confluència de la Ronda de Sant Pau i l'Avinguda del Paral·lel.

## Edificis d'interès
- Gran Teatre del Liceu, reconstruït el 1999 pels arquitects Ignasi de Solà-Morales, Xavier Fabré i Lluís Dilmé.[2]
- Fonda Espanya, reformada per Lluís Domènech i Montaner a la planta baixa als anys 1902-03.
- Sant Pau del Camp, antic monestir romànic del segle ix.
- Grup Escolar Collaso i Gil, obra de 1932 de Josep Goday i Casals.

## Galeria d'imatges

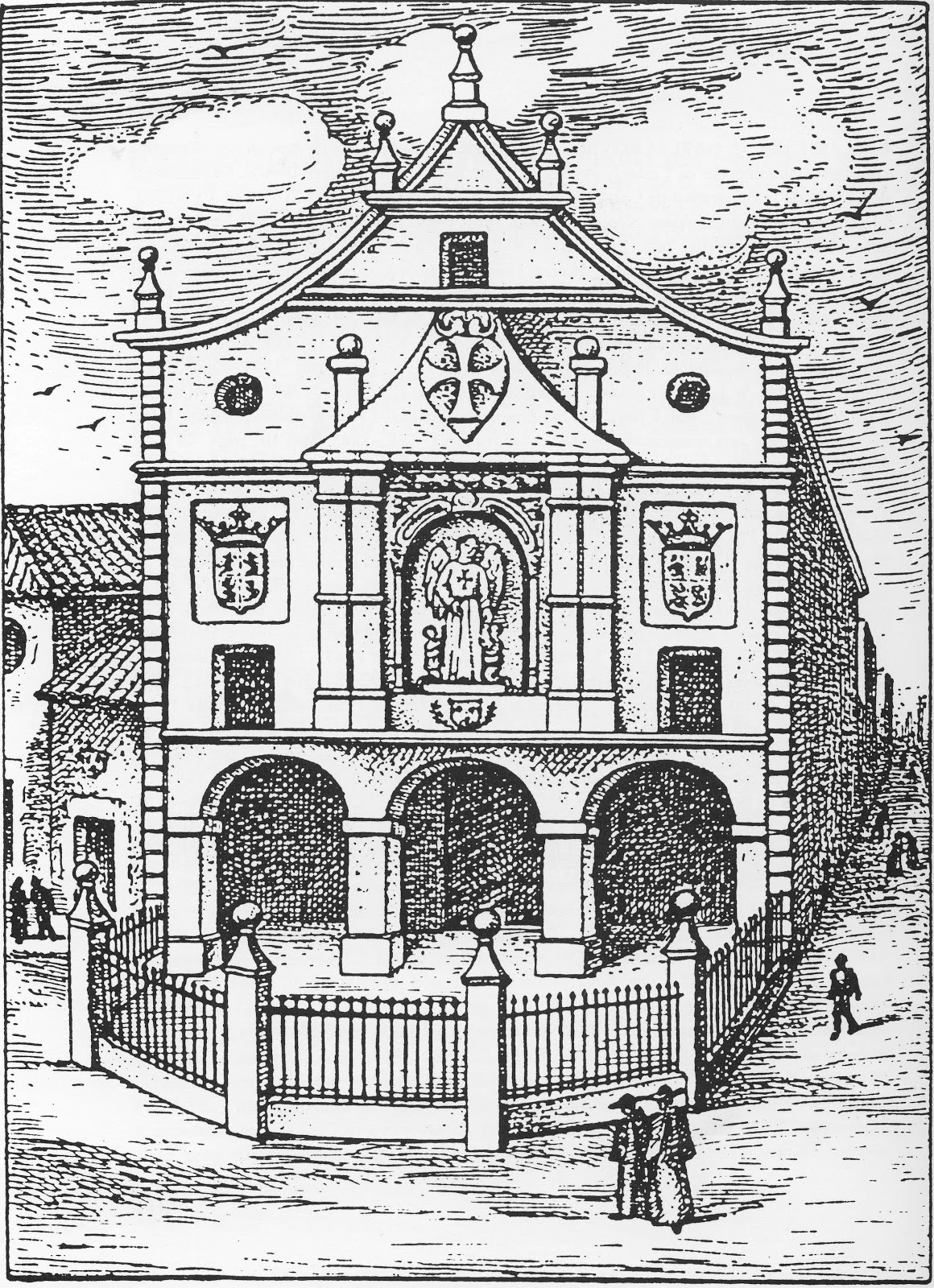
Convent dels trinitaris cantonada Rambla-Carrer Sant Pau (c.a. 1836)
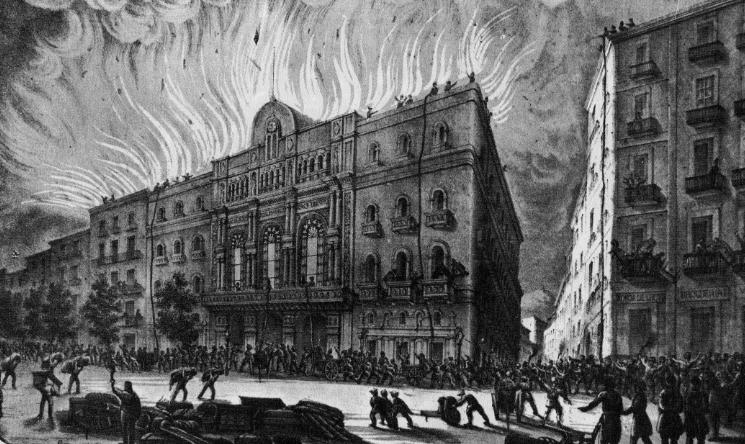
Incendi del Liceu amb la cantonada Rambla-carrer Sant Pau
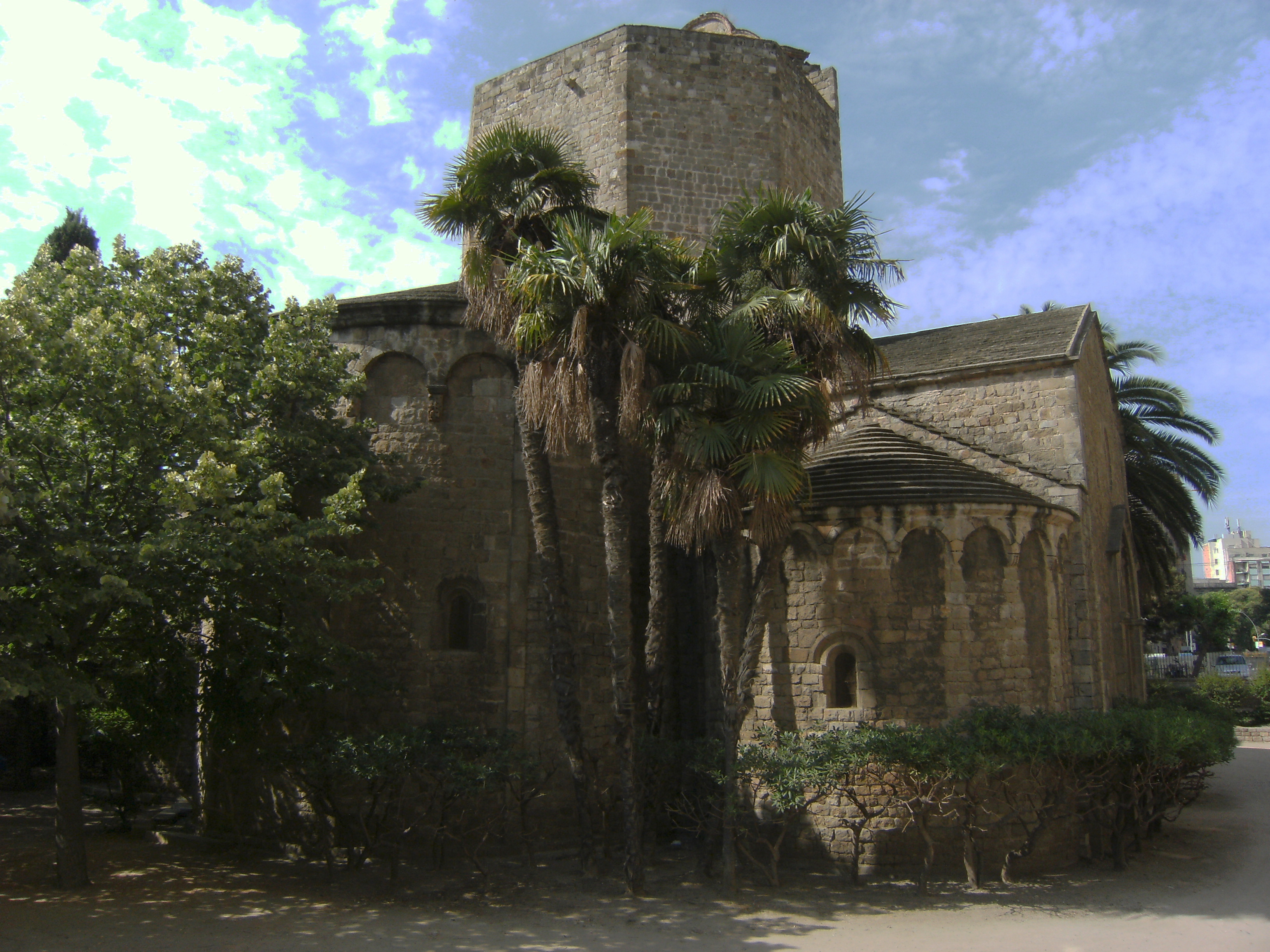
Sant Pau del Camp al número 99
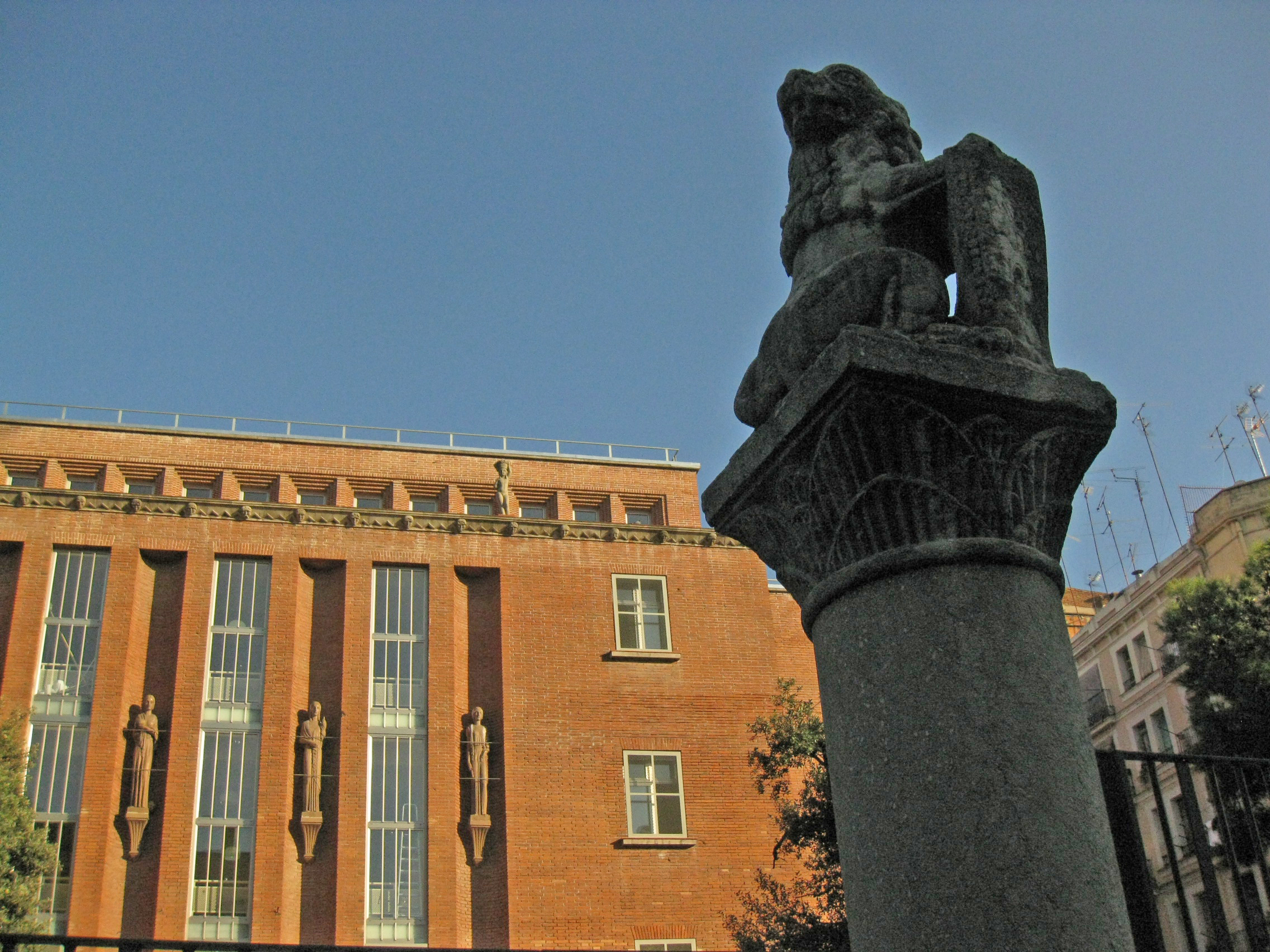
Grup Escolar Collaso i Gil al número 101 del carrer Sant Pau